# Skvarek György
Skvarek György, Sárvári (Budapest, 1903. április 9. – Budapest, 1952. február 8.) válogatott labdarúgó, belsőcsatár. A sportsajtóban Skvarek II illetve Sárvári II néven volt ismert.

## Pályafutása

### Klubcsapatban
A Hungária labdarúgója volt. Tagja volt az 1928–29-es idényben bajnokságot nyert csapatnak. Fáradhatatlan, jól cselező, kitűnő rúgótechnikával rendelkező csatár volt, aki a közelharcban keményen lépett fel a hátvédekkel szemben.

### A válogatottban
1927 és 1928 között két alkalommal szerepelt a magyar labdarúgó-válogatottban és két gólt szerzett.

### Teniszezőként
Labdarúgó pályafutása után teniszező lett. Majd teniszedzőként tevékenykedett. Utoljára a Vasas Ganz-villamossági SK edzője volt. Tagja volt a BTSB edzőtanácsának.

## Sikerei, díjai
- Magyar bajnokság
  - bajnok: 1928–29
- az MTK örökös bajnoka

## Statisztika

### Mérkőzései a válogatottban
| Magyarország | Magyarország      | Magyarország              | Magyarország | Magyarország | Magyarország  | Magyarország | Magyarország | Magyarország |
| #            | Dátum             | Helyszín                  | Hazai        | Eredmény     | Vendég        | Kiírás       | Gólok        | Esemény      |
| ------------ | ----------------- | ------------------------- | ------------ | ------------ | ------------- | ------------ | ------------ | ------------ |
| 1.           | 1927. június 12.  | Budapest. Üllői úti pálya | Magyarország | 13 – 1       | Franciaország | barátságos   | 2            | 30' 88'      |
| 2.           | 1928. március 25. | Budapest. Üllői úti pálya | Magyarország | 2 – 1        | Jugoszlávia   | barátságos   | -            |              |
|              | Összesen          |                           |              | 2            | mérkőzés      |              | 2            | gól          |